# Batalha de Guaymas
A batalha de Guaymas foi um confronto militar ocorrido em 13 de julho de 1854 no qual o conde francês Gaston de Raousset-Boulbon, à frente de um grupo armado composto principalmente por cidadãos de nacionalidade francesa, atacou a cidade mexicana de Guaymas, em Sonora. 
O objetivo dos invasores era obter a independência de Sonora do restante do México e formar uma república independente, no entanto, não conseguiram o apoio que requeriam e foram derrotados pelas escassas forças armadas mexicanas presentes na área e pela população civil, além das tribos locais como os guaimas e os yaquis. O triunfo dos mexicanos, levaria a prisão do flibusteiro francês, que seria condenado à morte e fuzilado em 12 de agosto de 1854.